# Artur Schmidt
Artur Schmidt (ur. 20 lutego 1985) — niemiecki bokser, zdobywca 3. miejsca na mistrzostwach Unii Europejskiej Cetniewo 2008. W półfinale pokonał go Thomas Stalker.